# Stora Dammtjärnen (Solleröns socken, Dalarna, 673823-142608)
Stora Dammtjärnen är en sjö i Mora kommun i Dalarna och ingår i Dalälvens huvudavrinningsområde. Sjöns area är 0,037 kvadratkilometer och den befinner sig 402 meter över havet.